# Schloss Rimpach

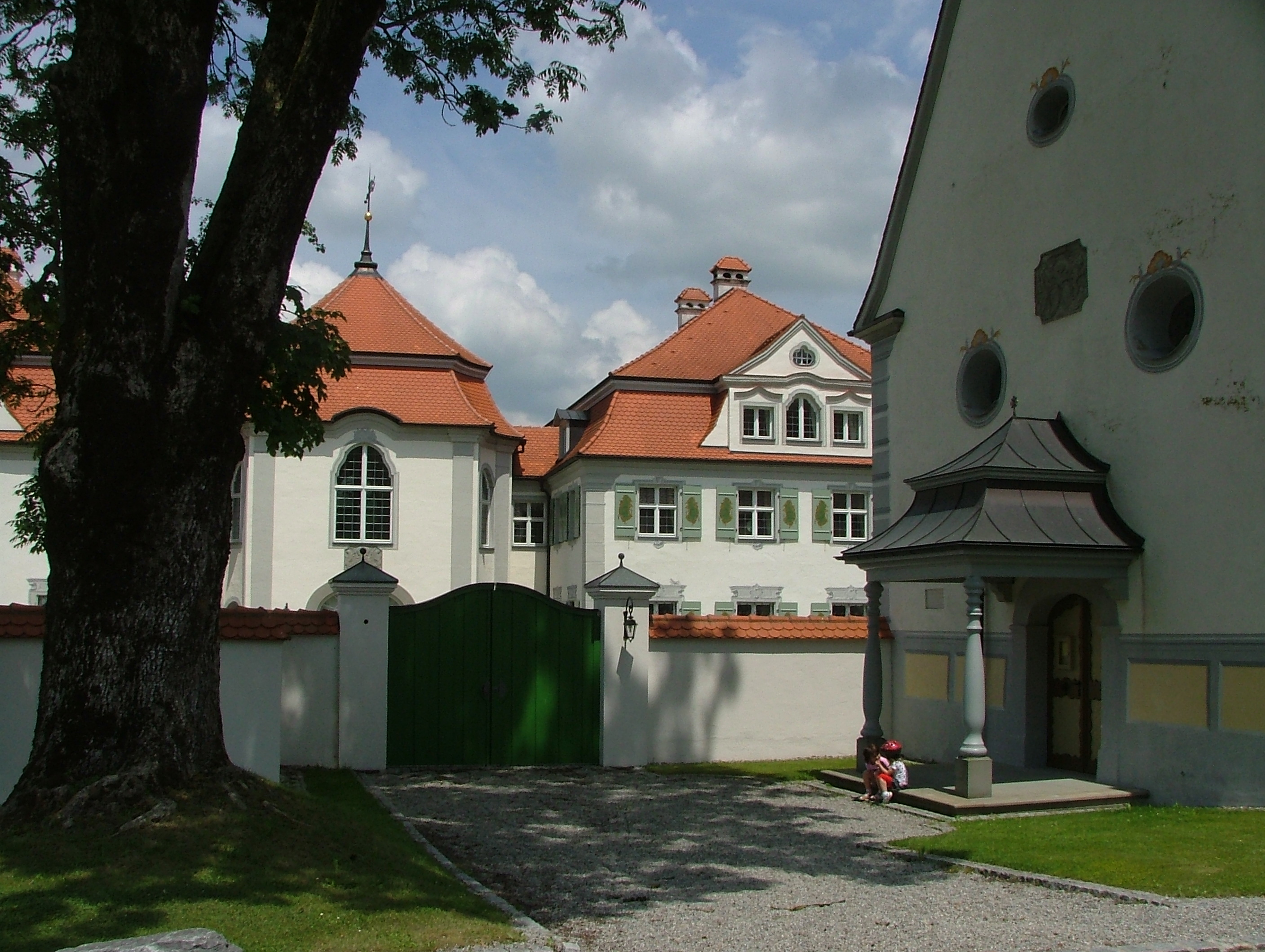
Schloss Rimpach

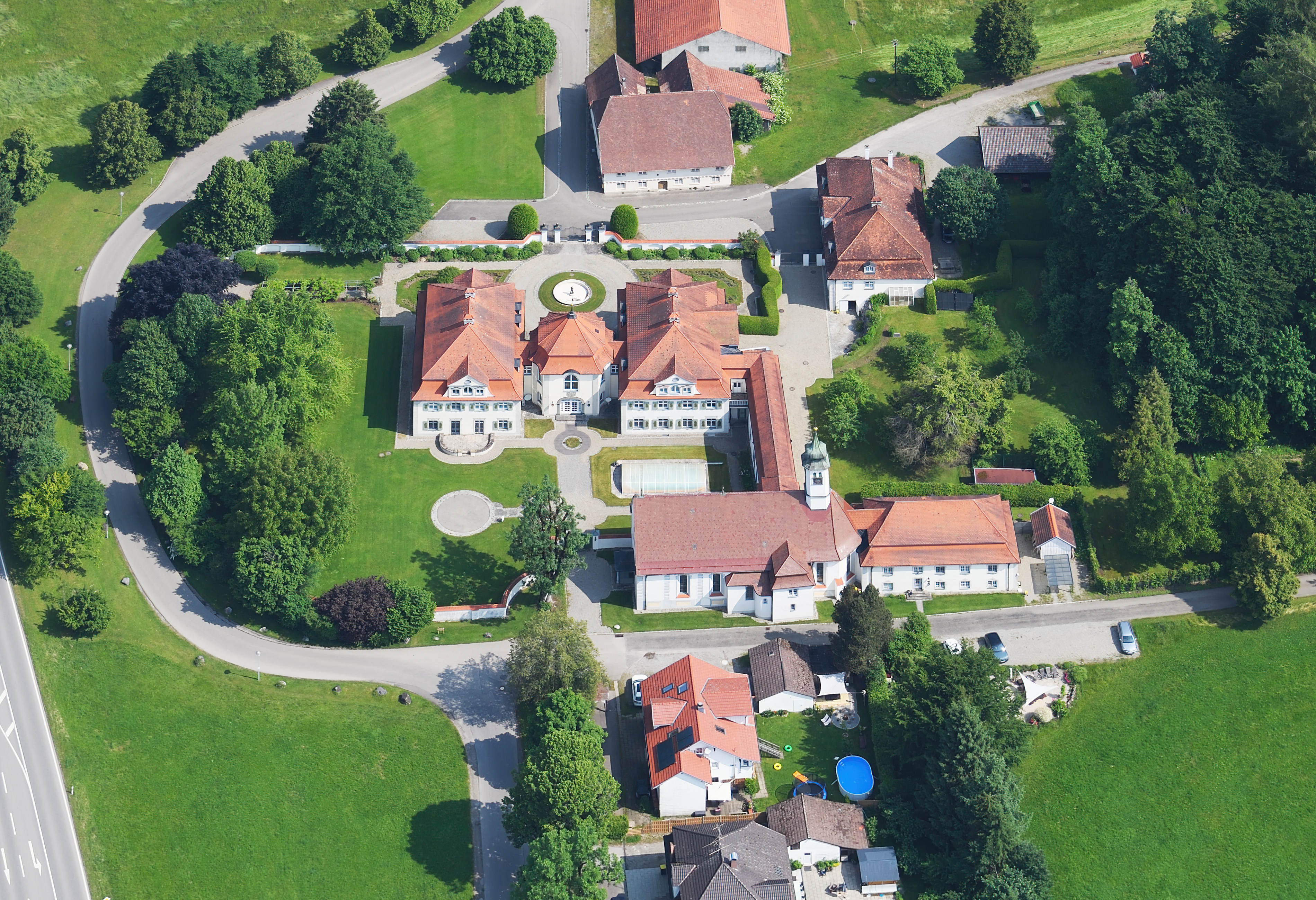
Luftaufnahme

Schloss Rimpach ist ein Schloss im Weiler Rimpach, einem Ortsteil von Friesenhofen in der Gemeinde Leutkirch im Allgäu.
Das Schlossensemble, im Besitz der Familie von Waldburg-Zeil, besteht aus einem ehemaligen fürstbischöflichen Jagdschloss mit einem Spiegelsaal sowie Gasthaus und Schlosskapelle. Die 1765 erbaute St. Leonhard-Kapelle lässt sich auf eine ursprünglich gotische Kapelle aus dem 14. Jahrhundert zurückführen; im Innenraum sind Fresken erhalten. Die gesamten zweigeschossigen Bauten mit Mansarddächern des 1754 bis 1757 von Johann Georg Specht erbauten Schlosses stehen unter Denkmalschutz. Bauherr war der Fürstbischof von Chiemsee und Domherr zu Salzburg und Basel, Graf Franz Karl Eusebius von Waldburg-Friedberg und Trauchburg. Die Stuckdecke im Spiegelsaal ist von Joseph Anton Feuchtmayer und Johann Georg Dirr (1757).